# وولن
شهر وولن (به فرانسوی: Wellin) در شهرستان نوفشتو (بلژیک)  در استان لوکزامبورگ  در منطقه فدرال والوون در کشور بلژیک واقع شده‌است.